# Amba Aradam
Amba Aradam är ett berg i Etiopien.   Det ligger i regionen Tigray, i den norra delen av landet, 500 km norr om huvudstaden Addis Abeba. Toppen på Amba Aradam är 2 483 meter över havet, eller 220 meter över den omgivande terrängen. Bredden vid basen är 10,3 km.
Terrängen runt Amba Aradam är kuperad åt sydväst, men åt nordost är den platt. Runt Amba Aradam är det ganska tätbefolkat, med 83 invånare per kvadratkilometer. Närmaste större samhälle är Mekele, 18,8 km norr om Amba Aradam. Omgivningarna runt Amba Aradam är i huvudsak ett öppet busklandskap.